# Pedro Cambareri
Pedro Cambareri (General Viamonte, 4 maggio 1940 – 30 agosto 2010) è stato un allenatore di calcio e calciatore argentino, di ruolo portiere.

## Caratteristiche tecniche
Divenne famoso per l'abilità nel giocare la palla con i piedi e rilanciare il contropiede dei compagni.

## Carriera

### Giocatore
Ex portiere e allenatore, soprattutto, del Club Atletico Sarmiento la cui porta ha difeso nelle stagioni 1962-1963, 1965-1966 e 1968 per un totale di 130 partite nella seconda divisione argentina. Ha giocato anche nel Chacarita e nel Tigre per chiudere la carriera nel San Telmo.

### Allenatore
Ha allenato il Sarmiento nella prima divisione argentina per complessive 29 partite, con un bilancio di 6 vittorie, 7 pareggi e 13 sconfitte.